# Cristatusaure
El cristatusaure (Cristatusaurus, "llangardaix crestat") és un gènere de dinosaure teròpode espinosàurid que va viure al Cretaci inferior en l'actual Àfrica.

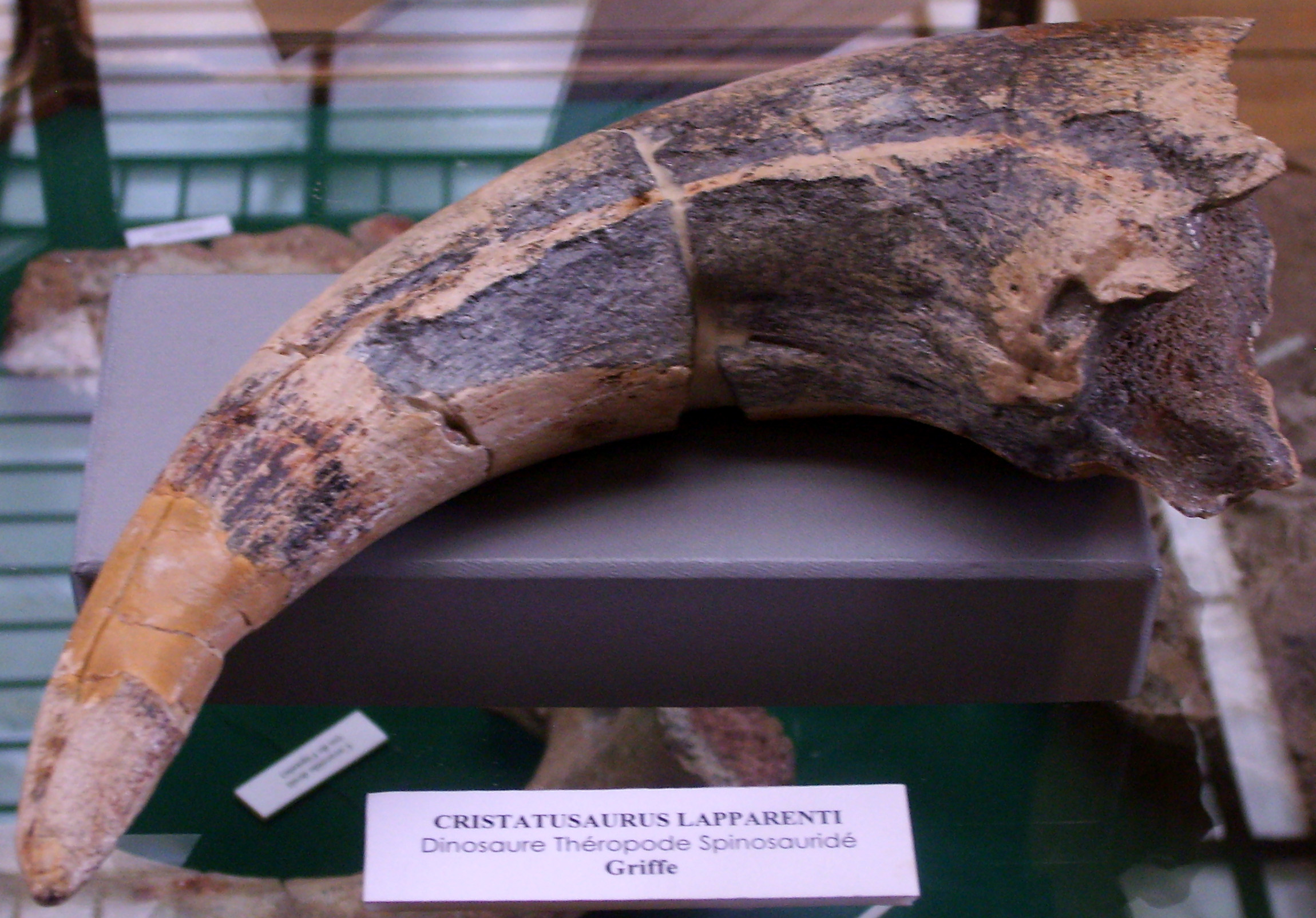
Fòssil d'una urpa de Cristatusaurus lapparenti, Museu Nacional d'Història Natural, París

Se n'han trobat restes fòssila Gadoufaoua, al Níger, Àfrica, l'any 1973. Aquests fòssils són similars als de Baryonyx i Suchomimus. L'espècie tipus, C. lapparenti, va ser descrita formalment per Taquet i Russell l'any 1998.
Hi ha un debat sobre la identitat d'aquesta criatura, alguns diuen que pot tractar-se del mateix dinosaure que Suchomimus, que també s'ha trobat al Níger. Alguns suggereixen que el cristatusaure s'ha de considerar nomen dubium.